# Camp Concentration
Camp Concentration är en science fiction-roman skriven av Thomas M. Disch. Boken handlar om hur huvudpersonen under ett pågående krig, som han har vägrat att medverka i, förs till en underjordisk bas. Där pågår ett experiment, som får människor att bli mycket intelligenta, men också inom kort leder till deras död. Boken publicerades 1968.